# リジェ・JS41
リジェ・JS41 (Ligier JS41) は、リジェが1995年のF1世界選手権参戦用に開発したフォーミュラ1カーで、フランク・ダーニーが設計した。1995年の開幕戦から最終戦まで実戦投入された。
その後1997年からタイヤサプライヤーとして新規参入したブリヂストンのテストカーとしても使用された。

## JS41
当時ベネトンのチーム代表であったフラビオ・ブリアトーレがリジェを買収。ベネトン首脳のトム・ウォーキンショーがリジェのチーム代表に就任するなど、ベネトンの影響力が濃い時期にマシンが製作された。
当時最強といわれたルノーV10エンジンの契約を持っていたリジェがその権利をベネトンへ譲渡し、前年限りでF1撤退となったチーム・ロータスが搭載していた無限ホンダV10エンジンを獲得した。この件ではミナルディが先に無限と契約に合意していたと主張し、訴訟沙汰となった。
JS41のシャーシは、丸みを帯びたハイノーズ、段差や傾斜のあるサイドポンツーン、ブーメラン型のリアウィングなど、デザインが全体的にベネトン・B195と似通っていた。搭載エンジンがB195のルノーに対して、JS41は無限ホンダであったことから、ギヤボックスとそこにマウントされるリヤサスペンションの設計が別であったものの、コンコルド協定では、F1コンストラクターはオリジナルシャーシを設計・製作しなければならないと定められていることから、違法なコピーマシンではないかと物議を醸した。
チームは別のマシンであることを強調し、国際自動車連盟 (FIA) も検査の結果別シャーシであると判断したが、サーキットの現場では双方のメカニックが借用書を持参してパーツの貸し借りを行なうなど、両チームのシャーシ共有は公然の秘密として扱われた。
しかしシーズンが進み、特にチャンピオン争いを繰り広げたベネトン・B195側に新規パーツの投入が頻繁であり、両者のマシンの共通点は次第に減り始めて行った。

## 1995年シーズン
当初、ドライバーはオリビエ・パニスと鈴木亜久里であったが、鈴木が日本に帰国した時にはマーティン・ブランドルとのシートシェアがチームから発表された。これは、チームのマネージングディレクターのトム・ウォーキンショーが無限エンジン獲得のために鈴木を起用したに過ぎなかったのと、以前よりWSPCシルクカット・ジャガーやベネトン時代に起用し懇意にしていたブランドルを優先させたいウォーキンショーの思惑などが理由である。
第9戦ドイツGPで鈴木が4年ぶり（1991年アメリカGP以来）の入賞を、第11戦ベルギーGPではブランドルが3位表彰台を、第17戦オーストラリアGPではパニスが終盤エンジンから白煙を噴きながらも2位表彰台を獲得したが、チームとしてはリタイヤも多く、課題の残るシーズンとなった。
JS41を実戦で乗った鈴木亜久里は「僕がF1で乗った中でもいいマシンでしたよ。ガソリン搭載量やタイヤの消耗度に関係なく操縦性が良いんですよ。性能が安定してました」と印象を述べている。

## スペック

### シャーシ
- シャーシ名 JS41
- 全長 4,335mm
- 全高 950mm
- ホイールベース 2,935mm
- 前トレッド 1,693mm
- 後トレッド 1,608mm
- ギヤボックス ベネトン製6速横置き セミオートマチック
- クラッチ AP
- ブレーキキャリパー ブレンボ
- ホイール BBS
- タイヤ グッドイヤー

### エンジン
- エンジン名 無限MF-301H
- 気筒数・角度 V型10気筒・72度
- 排気量 3,000cc
- スパークプラグ NGK
- イグニッション ホンダPGM-IG
- インジェクション ホンダPGM-FI
- 燃料・潤滑油 エルフ

## F1における全成績
(key) （太字はポールポジション）
| 年     | チーム                  | エンジン               | タイヤ | ドライバー             | 1   | 2   | 3   | 4   | 5   | 6   | 7   | 8   | 9   | 10  | 11  | 12  | 13  | 14  | 15  | 16  | 17  | ポイント | 順位 |
| ------ | ----------------------- | ---------------------- | ------ | ---------------------- | --- | --- | --- | --- | --- | --- | --- | --- | --- | --- | --- | --- | --- | --- | --- | --- | --- | -------- | ---- |
| 1995年 | リジェ ジタン・ブロンド | 無限ホンダ MF-301H V10 | G      |                        | BRA | ARG | SMR | ESP | MON | CAN | FRA | GBR | GER | HUN | BEL | ITA | POR | EUR | PAC | JPN | AUS | 24       | 5位  |
| 1995年 | リジェ ジタン・ブロンド | 無限ホンダ MF-301H V10 | G      | 鈴木亜久里             | 8   | Ret | 11  |     |     |     |     |     | 6   |     |     |     |     |     | Ret | DNS |     | 24       | 5位  |
| 1995年 | リジェ ジタン・ブロンド | 無限ホンダ MF-301H V10 | G      | マーティン・ブランドル |     |     |     | 9   | Ret | 10* | 4   | Ret |     | Ret | 3   | Ret | 8   | 7   |     |     | Ret | 24       | 5位  |
| 1995年 | リジェ ジタン・ブロンド | 無限ホンダ MF-301H V10 | G      | オリビエ・パニス       | Ret | 7   | 9   | 6   | Ret | 4   | 8   | 4   | Ret | 6   | 9   | Ret | Ret | Ret | 8   | 5   | 2   | 24       | 5位  |

- コンストラクターズランキング5位
- ドライバーズランキング8位（オリビエ・パニス）予選最高位6位 決勝最高位2位
- ドライバーズランキング17位（鈴木亜久里）予選最高位13位 決勝最高位6位
- ドライバーズランキング13位（マーティン・ブランドル）予選最高位8位 決勝最高位3位（亜久里の代役で第4-8,10-14,17戦に出走）

## ブリヂストンテストカー

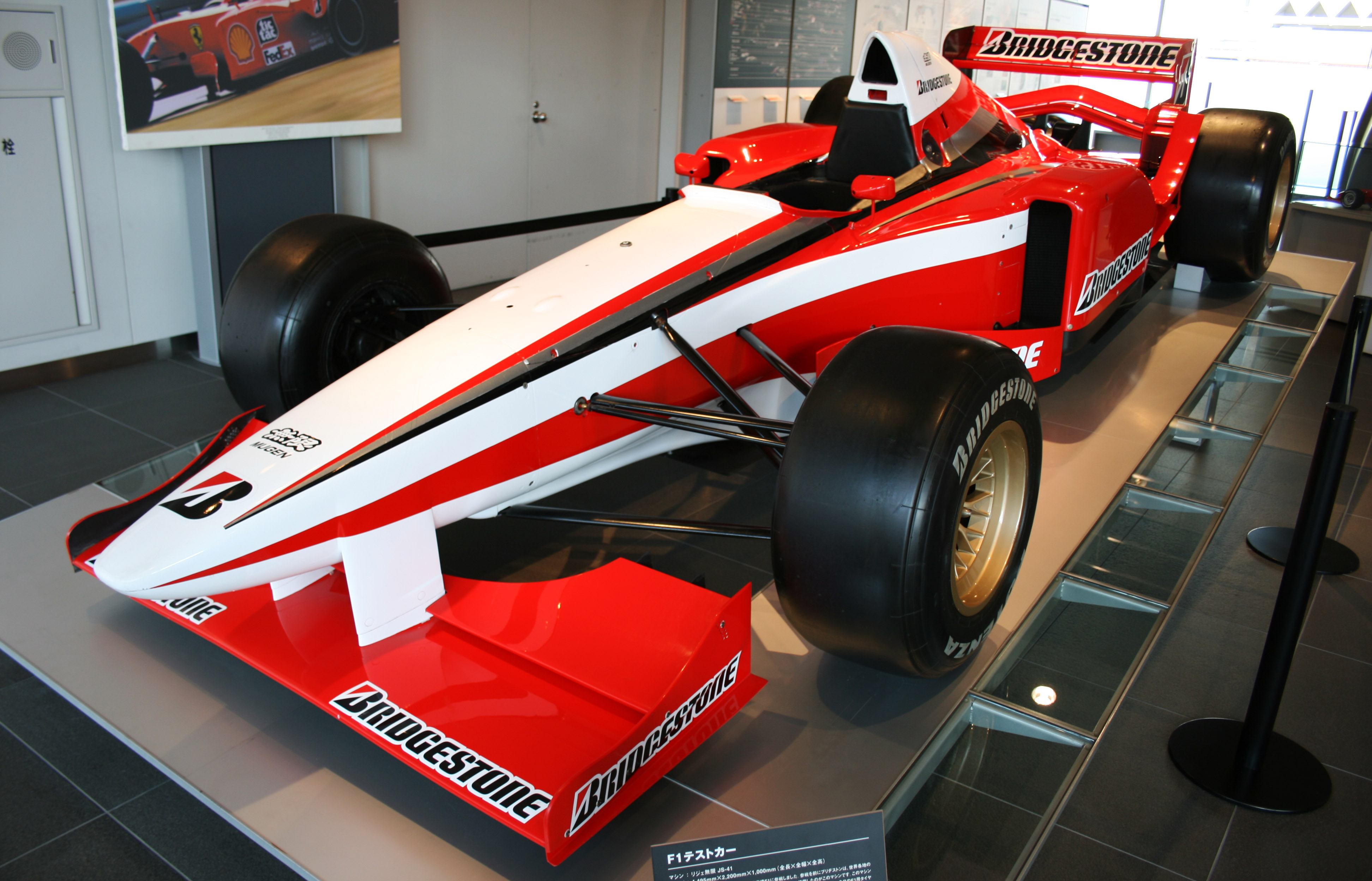
1996年のブリヂストンのタイヤテストに使用されたJS41

1997年から新規にF1参入を目指していたブリヂストンはリジェからJS41を譲り受け、赤と白がベースのカラーリングに変更した上で、1996年に鈴鹿サーキットなどでF1用のタイヤ開発のためのテスト走行を繰り返した。開発テスト走行はヨス・フェルスタッペン、鈴木亜久里が担当。11月には翌年アロウズに移籍しブリヂストンユーザーとなる事が決まったデイモン・ヒルも鈴鹿でテストドライブをした。実際にドライブしたヒルは「長時間乗ったわけではないが、すごくいい感じだった」と絶賛していた。

## 参照
1. ↑  Ligier JS41 F1 Stats
2. ↑  マシンスペックはB195とJS41で異なる。
3. ↑  復活に賭ける二人・亜久里、右京の活躍は母国のエンジン次第 F1グランプリ特集11月号 75頁 ソニーマガジンズ 1995年11月16日発行
4. ↑  「デイモン・ヒルインタビュー」『GP CAR STORY』Vol.23 アロウズA18・ヤマハ、三栄書房、77頁。